# Hiloire
 (avril 2009).
Si vous disposez d'ouvrages ou d'articles de référence ou si vous connaissez des sites web de qualité traitant du thème abordé ici, merci de compléter l'article en donnant les références utiles à sa vérifiabilité et en les liant à la section « Notes et références ».

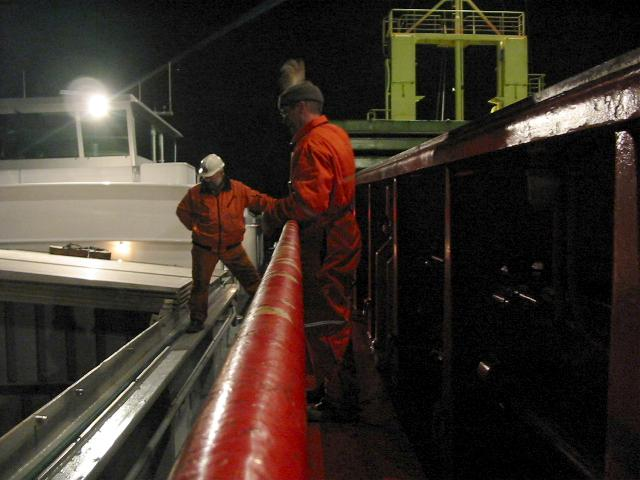
Docker supervisant le chargement, se tenant sur l'hiloire d'un vraquier.

Une hiloire désigne à l'origine un élément d'architecture d'un navire : un renfort longitudinal principal, situé sur ou sous un pont, il est perpendiculaire à un barrot, qui lui est situé dans le sens transversal du navire, et court sur la longueur du ou des ponts. Il s'avère que le mot est utilisé de nos jours différemment, le terme désigne également le surbau d'une cale.

## Étymologie
Hiloire est un mot du genre féminin,,. Il est probable qu'il soit dérivé du néerlandais sloerie, lui-même tiré de l'espagnol esloria[Selon qui ?].

## Hiloire
Cette structure constitue un raidisseur du pont tout autant qu'un barrage vertical tout autour du pont et de ses ouvertures comme les écoutilles, les panneaux de cale ou des claires-voies, afin d'empêcher l'eau balayant le pont de pénétrer dans les parties inférieures. Dans la marine en bois, la fonction première de l'hiloire était de renforcer le pont (hiloire de pont), en courant longitudinalement au-dessus de lui et en délimitant ses bords, le terme surbau (ou hiloire de panneau) étant plutôt réservé à la désignation des élévations autour des ouvertures du pont.

## Aujourd'hui

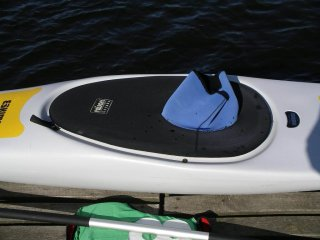
Hiloire de kayak muni d'une jupe.

L'hiloire ou surbau est en marine un élément de la structure d'un navire. Elle peut être faite d'une planche ou d'un groupe de planches, ou bien être constituée de panneaux métalliques. Dans les navires de plaisance ou de compétition cependant, les hiloires peuvent aussi être réalisées en matériaux composites.
Pour les panneaux de cale, on parle d'hiloire de panneau ou d'hiloire de cale. La partie supérieure de l'hiloire porte dans ce cas l'appareillage permettant le coulissement des panneaux, comme un chemin de roulement pour des roulettes supportant le ou les éléments de panneau.
Lorsque l'hiloire comporte une partie avant en pointe (généralement la cale 1 tout à l'avant), de manière que le flux d'eau soit réparti de chaque côté, on appelle cette partie brise-lames.
Sur un kayak, l'hiloire entoure l'ouverture par laquelle on passe le corps. Elle possède généralement un profil incurvé, permettant de placer une jupe ou cache-hiloire qui remonte le long du buste du kayakiste, empêchant ainsi l'eau de pénétrer dans l'embarcation, même en cas de renversement. Les hiloires ont des dimensions normalisées pour faciliter l'utilisation des jupes.